# Юберти, Густав
Густа́в Лео́н Юберти́ (фр. Gustave Léon Huberti, в старых русских источниках Губерти; 14 апреля 1843, Брюссель, Бельгия — 28 июня 1910, Схарбек, Бельгия) — бельгийский и фламандский композитор, дирижёр, музыкальный критик и педагог. Член Королевской бельгийской академии (1891).

## Биография
Окончил Брюссельскую консерваторию. В 1865 году за кантату «Дочь Иевфая» получил Римскую премию, давшую ему право совершенствоваться в течение года в Италии. 1865—1868 годы провёл в Германии. В 1874—1877 годах возглавлял Академию музыки в Монсе. С 1876 года работал дирижёром в Большом театре Гента, а с 1884 — в Гентской опере; писал музыкально-критические статьи для различных журналов. С 1889 года преподавал музыкально-теоретические предметы в Брюссельской консерватории и в Королевской консерватории Антверпена; среди его учеников Франсуа Расс. С 1893 года руководил музыкальной школой в Синт-Йостен-Нод. Написал ряд кантат на фламандские тексты. Считается последователем Петера Бенуа.

## Сочинения
- кантата «Дочь Иевфая» / Fille de Jephte (по трагедии Йоста ван ден Вондела, 1865)
- кантата «Последний луч» / Еen laatste zonnestraal (1884)
- кантата «Просвещение» / Verlichting (1884)
- кантата «Детская радость и печаль» / Kinderlust en-leed (1885)
- кантата «Смерть Вильгельма Оранского» / De dood van Willem van Oranje
- «Торжественная кантата» / Inhuldiginss cantate
- «Траурная симфония» / Symphonie funebre (1880)
- романтическая сюита
- концерт для фортепиано с оркестром
- «Andante» и «Intermezzo» для 14 флейт и оркестра
- этюд для фортепиано «Медленный вальс» / Valse lente
- цикл песен «Сонеты Ронсара»
- мелодрама «Кристина» (по Шарлю Леконту де Лилю)

## Награды
- 1865 — Римская премия (за кантату «Дочь Иевфая»)